# 금용사 우물
금용사 우물은 제주특별자치도 제주시 구좌읍 동김녕리 1145-49번지, 금용사 내에 있다. 2015년 10월 28일 제주특별자치도의 향토유산 제20호로 지정되었다.

## 지정 사유
1930년대 만들어진 것으로 추정되는 우물로서 제주도내에 남아 있는 우물 중에서도 보기 드물게 양호한 상태를 유지하고 있으며, 우물 건립과 관련된 비석이 함께 남아 있어 향토유산으로 지정하여 보호할 가치가 있다.